# Carlo Martini (arcivescovo)
Carlo Martini (Cadeo, 1º ottobre 1913 – Piacenza, 16 luglio 1986) è stato un arcivescovo cattolico italiano.

## Biografia
Nasce a Fontana Fredda, frazione di Cadeo, in provincia e diocesi di Piacenza, il 1º ottobre 1913 da Pietro ed Erminia Ralli.

### Formazione e ministero sacerdotale
Dopo gli studi elementari, viene ammesso all'istituto tecnico inferiore di Fiorenzuola d'Arda e in seguito al seminario urbano di Piacenza; nel 1929 inizia a frequentare i corsi filosofico-teologici presso il Collegio Alberoni.
Il 4 ottobre 1936 è ordinato presbitero, nella chiesa parrocchiale di Vernasca, dal vescovo Ersilio Menzani (poi arcivescovo).
Lo stesso anno si trasferisce a Roma, dove è alunno della Pontificia Università Lateranense, dove ottiene il dottorato in diritto canonico, nel 1939; al contempo frequenta la Pontificia accademia ecclesiastica.
Nel 1940 è nominato segretario della nunziatura apostolica in Spagna; dal giugno 1942 ricopre lo stesso incarico a Cuba.
Il 12 marzo 1941 è nominato da papa Pio XII cameriere segreto soprannumerario.
Dal 1948 è uditore presso la Segreteria di Stato della Santa Sede, mentre dal 1951 è uditore di nunziatura in Colombia. Nel 1954 diventa consigliere della nunziatura apostolica in Spagna.
Il 25 marzo 1958 papa Pio XII lo nomina nunzio apostolico in Paraguay; succede all'arcivescovo Luigi Punzolo, precedentemente nominato nunzio apostolico in Panamá.

### Ministero episcopale
Il 5 ottobre 1961 papa Giovanni XXIII lo nomina arcivescovo titolare di Abari; il 29 ottobre successivo riceve l'ordinazione episcopale, nella cattedrale di Piacenza, dall'arcivescovo Antonio Samorè (poi cardinale), segretario della Congregazione per gli affari ecclesiastici straordinari, co-consacranti Antonio Bergamaschi, vescovo di Montefeltro, ed Artemio Prati, vescovo di Carpi.
Il 29 novembre 1963 è nominato nunzio apostolico nelle Filippine; succede a Salvatore Siino, deceduto l'8 ottobre precedente.
Il 5 agosto 1967 viene trasferito alla nunziatura apostolica in Cile; succede ad Egano Righi-Lambertini, precedentemente nominato nunzio apostolico in Italia.
Il 6 luglio 1970 è nominato delegato apostolico in Messico; succede Guido Del Mestri, precedentemente nominato pro-nunzio apostolico in Canada.
Il 2 giugno 1973 papa Paolo VI lo nomina arcivescovo metropolita dell'Aquila; succede a Costantino Stella, dimessosi per motivi di salute. Il 28 giugno seguente è ricevuto in udienza dal presidente della Repubblica Giovanni Leone per prestare il giuramento previsto dal concordato allora in vigore.
Il 15 agosto 1979 erige l'Istituto superiore di scienze religiose "Fides et Ratio".
Il 30 agosto 1980 accoglie papa Giovanni Paolo II in visita pastorale all'arcidiocesi.
Il 31 dicembre 1983 papa Giovanni Paolo II accetta la sua rinuncia, presentata per motivi di salute; gli succede l'arcivescovo coadiutore Mario Peressin.
Si ritira nella casa del clero "Cerati" a Piacenza, pur continuando a collaborare e a presiedere varie celebrazioni liturgiche nella diocesi piacentina, in particolare le cresime. Il 16 luglio 1986 muore a Piacenza, all'età di settantadue anni. Il 19 luglio vengono celebrate le sue esequie dal cardinale Agostino Casaroli nella cattedrale cittadina.

## Genealogia episcopale e successione apostolica
La genealogia episcopale è:
- Cardinale Scipione Rebiba
- Cardinale Giulio Antonio Santori
- Cardinale Girolamo Bernerio, O.P.
- Arcivescovo Galeazzo Sanvitale
- Cardinale Ludovico Ludovisi
- Cardinale Luigi Caetani
- Cardinale Ulderico Carpegna
- Cardinale Paluzzo Paluzzi Altieri degli Albertoni
- Papa Benedetto XIII
- Papa Benedetto XIV
- Papa Clemente XIII
- Cardinale Marcantonio Colonna
- Cardinale Giacinto Sigismondo Gerdil, B.
- Cardinale Giulio Maria della Somaglia
- Cardinale Carlo Odescalchi, S.I.
- Vescovo Eugène de Mazenod, O.M.I.
- Cardinale Joseph Hippolyte Guibert, O.M.I.
- Cardinale François-Marie-Benjamin Richard
- Cardinale Pietro Gasparri
- Cardinale Clemente Micara
- Cardinale Antonio Samorè
- Arcivescovo Carlo Martini

La successione apostolica è:
- Cardinale Adolfo Antonio Suárez Rivera (1971)